# 王讓 (正統進士)
王讓（1409年—？），字克讓，直隸常州府武進縣人，順天府宛平縣富戶籍。明朝政治人物。

## 生平
順天府鄉試第十四名。正統十三年（1448年）戊辰科會試第一百四十九名，殿試登進士第三甲第三十六名，授工科給事中，陞都給事，官至湖廣參政。

## 家族
曾祖父王茂林。祖父王志中。父亲王肅。